# Râul Rediu, Bahluieț
Râul Rediu este un curs de apă, afluent al râului Bahluieț. 